# Фон Кочиан, Йоханна
Йоханна фон Кочиан (нем. Johanna von Koczian, урождённая фон Кочиан-Мишкольци, 30 октября 1933 года, Берлин, Германский рейх — 10 февраля 2024 года, Берлин, ФРГ) — немецкая актриса театра и кино. Лауреат Немецкой кинопремии (её называли «немецкой Одри Хепбёрн»). Была популярной певицей с хитом 1977 года «Das bißchen Haushalt», автор книг для детей и юношества.

## Биография
Йоханна фон Кочиан-Мишкольци родилась в Берлине 30 октября 1933 года, дочь Густава фон Кочиан-Мишкольци (1877—1958) и его третьей жены Лидии Александры.
Росла в Зальцбурге, там же с 1950 по 1952 год обучалась в Моцартеуме как актриса с занятиями по пению.
Густав Грюндгенс предложил ей роль на Зальцбургском фестивале 1951 года. Затем она играла на сцене в Landestheater Tübingen, Wuppertaler Bühnen, Schillertheater и Schlosspark Theater в Берлине, Residenztheater в Мюнхене и Theater in der Josefstadt в Вене; среди её сценических ролей были персонажи Шекспира, Лессинга и Клейста. Она играла Анну Франк (автора «Дневника Анны Франк») в Берлине. Благодаря своим певческим способностям она часто была занята в мюзиклах, например, в главной роли в My Fair Lady.
Фон Кочиан снялась в ремейке Victor and Victoria 1957 года вместе с Георгом Томаллой и Йоханнесом Хестерсом. Её прорывом в кино стала роль в 1958 году в фильме Курта Хоффмана «Мы вундеркинды» с Хансйоргом Фельми, которая принесла ей Немецкую кинопремию и Премию немецкой кинокритики. Она снялась в десятках фильмов и телешоу, включая главную роль в фильме 1961 года «Die Ehe des Herrn Mississippi» по одноименной пьесе Фридриха Дюрренматта; появилась в фильме Гофмана, в котором также снялись Фельми, О. Э. Хассе и Мартин Хельд, и который был представлен на 11-м Берлинском международном кинофестивале. Как актриса дубляжа она озвучивала на немецком языке Элизабет Тейлор и Биби Андерссон, а также других актрис.
В 1977 году исполнение сатирического шлягера «Das bißchen Haushalt … sagt mein Mann» (Немного домашней работы… говорит мой муж) в шоу Дитера Томаса Хека «Хитпарад» сделало её популярной певицей. Она была телеведущей, например, в сериале Erkennen Sie die Melodie? и писала книги. В 2010 году в возрасте 77 лет она с большим успехом сыграла Флоренс Фостер Дженкинс, «худшую оперную певицу в мире», в комедии «Glorious!» в театре на Курфюрстендамм в Берлине.

## Личная жизнь

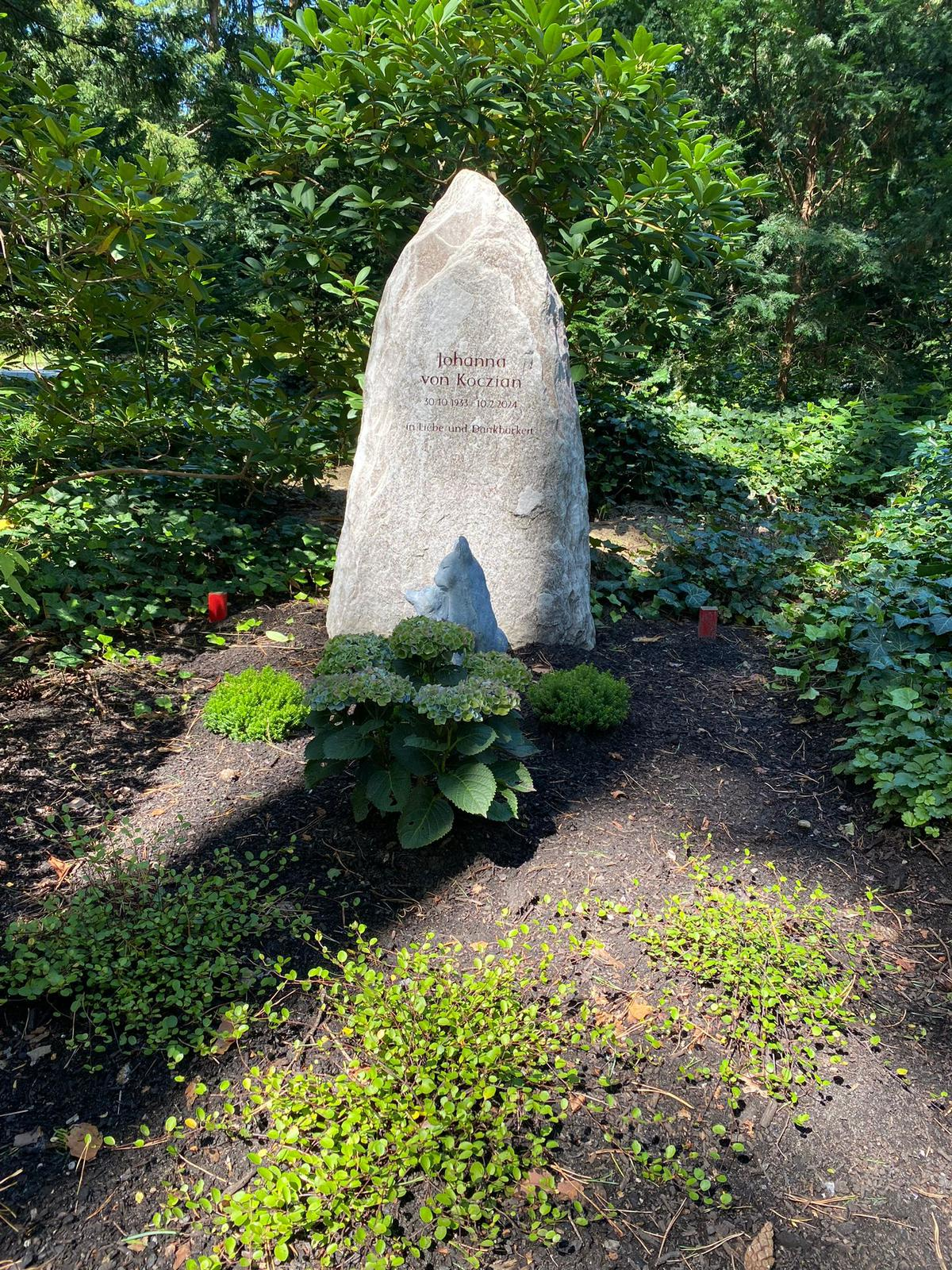
Могила Йоханны фон Кочиан

После недолгого брака с кинорежиссёром Дитрихом Хаугком, закончившегося разводом в 1961 году, Йоханна фон Кочиан в 1966 году вышла замуж за музыкального продюсера Вольфома Кабицки (он умер в июле 2004 года). У пары родилась дочь Александра фон Кочиан, которая также стала актрисой. Семья жила в Берлине.
С 2017 года Йоханна фон Кочиан жила в доме престарелых в районе Грюневальд, отойдя от общественной жизни, где и умерла 10 февраля 2024 года в возрасте 90 лет. Похоронена на кладбище Вальдфридхоф в Берлине.

## Фильмография
- 2004 «Откровенно говоря» | In aller Freundschaft (Германия)
- 2000 «Рождественская пальма» | Palmenbaum, O (Германия) — Лилибет Трейхл, мать Луизерла и Кати
- 1975 «Деррик» | Derrick (ФРГ)
- 1970 «Место преступления» | Tatort (ФРГ, Австрия, Швейцария)
- 1965 «Любовная карусель» | Daisy Chain, The (Австрия)
- 1963 «Мирандолина» | Mirandolina (ФРГ)
- 1961 «Свадьба Мистера Миссиссиппи» | Die Ehe des Herrn Mississippi (ФРГ, Швейцария)
- 1961 «Наш дом в Камеруне» | Unser Haus in Kamerun (Германия) — Дорис
- 1961 «Брак господина Миссисипи» | Die Ehe des Hern Missisippi (ФРГ)
- 1959 «Серенада большой любви» | For the First Time | Serenade einer großen Liebe (ФРГ, Италия, США) — Криста Брюкнер, глухая девушка
- 1959 «Люди в сети» | Menschen im Netz (Германия)
- 1959 «Жаклин» | Jacqueline (Германия) — Жаклин
- 1958 «Петербургские ночи» | Petersburg Nights | Petersburger Nächte (Германия) — Татьяна
- 1958 «Мы — вундеркинды» | Wir Wunderkinder (ФРГ) — Кирстен Хансен (дубляж
- 1957 «Виктор и Виктория» | Viktor und Viktoria (Германия) — Эрика Лор